# Aeròdrom de Vilaframil
L'Aeròdrom de Vilaframil (codi OACI: LEVF) és un aeròdrom gallec situat a Vilaframil, al municipi de Ribadeo, a la província de Lugo, a 3 quilòmetrs del nucli urbà i a 500 metres de la costa. La seva única pista està asfaltada i té 1.000 metres de longitud per 20 d'amplada. Les instal·lacions les completen dos hangars.
L'aeròdrom el va construir l'empresari madrileny Rafael del Pino, fundador i president de l'empresa Ferrovial, que tenia una casa a Ribadeo. En l'actualitat és gestionat pels socis del Club Aéreo de Ribadeo.
Al costat de l'aeròdrom es troben les instal·lacions de l'empresa fabricant d'avions lleugers Construcciones Aeronáuticas de Galicia, presidida per José Luis González Miró, que també presideix el Club Aéreo de Ribadeo.